# Н (кана)
ん в хирагане и ン в катакане — символы японской каны, используемые для записи ровно одной моры. В системе Поливанова записывается кириллицей: «н», или «м» перед слогами на б, п или м. В современном японском языке находится на сорок шестом месте в слоговой азбуке.

## Происхождение
ん появился в результате упрощённого написания кандзи 无, а ン произошёл от кандзи 尓.

## Написание
|  |  |

## Коды символов вкодировках
- Юникод:
  - ん: U+3093,
  - ン: U+30F3.